# Epigynopteryx ommatoclesis
Epigynopteryx ommatoclesis là một loài bướm đêm trong họ Geometridae.